# Хонджон (ван Чосону)
Хонджон (кор. 헌종, 憲宗, Heonjong, Hŏnjong); ім'я при народженні Лі Хван (кор. 이환, 李烉, I Hwan, I Hwan; 8 вересня 1827 — 25 липня 1849) — корейський правитель, двадцять четвертий володар держави Чосон.
Посмертні титули — Чхорхьо-теван, Сон-хвандже .

## Життєпис
Був сином принца Манджо та його дружини, королеви Сінджон з клану Панджал, і онуком вана Сунджо. Принц Мандж, посмертно названий Ікджоном, помер у 21-річному віці, до смерті батька, тому спадкоємцем вана Сунджо став Хонджон. Він народився за три роки до смерті свого батька і був його старшим сином.
1834, у 8-річному віці, Хонджон зійшов на корейський трон. Реальної влади він не мав: держава залишалась у руках впливового клану Кімів з Андону, до якого належала бабуся юного короля, Сунвон.
1840 року влада перейшла до сім'ї матері Хонджона, яка підтримала успішні виступи проти католиків у Кореї 1839 року.
Тільки починаючи з 1841 року ван став самостійно керувати країною.
1849 22-річний король помер, так і не залишивши спадкоємця. Похований у королівській гробниці Гоннун.
За 50 років після смерті, 1899, Хонджону було надано титул «імператор Сон» (Сон-хванджо).